# Kononivka, Drabiv
Kononivka (în ucraineană Кононівка) este o comună în raionul Drabiv, regiunea Cerkasî, Ucraina, formată numai din satul de reședință.

## Demografie
Componența lingvistică a comunei Kononivka
     Ucraineană (98,61%)
     Rusă (1,32%)
Conform recensământului din 2001, majoritatea populației comunei Kononivka era vorbitoare de ucraineană (98,61%), existând în minoritate și vorbitori de rusă (1,32%).